# Atef Vogel
Atef Vogel (* 21. April 1977 in Hannover) ist ein deutscher Film- und Theaterschauspieler und Choreograf.

## Leben
Der Sohn eines Afghanen und einer Deutschen wuchs in Oberhausen auf. Schon in der Schulzeit war er sportlich sehr aktiv und gewann mehrere Stadt- und Bezirksmeisterschaften in Leichtathletik, Schwimmen und Handball.
1998 bestand er dann die Eignungsprüfung für Schauspiel an der Bayerischen Theaterakademie August Everding und schloss sein Studium 2002 mit Diplom ab.
Es folgten Gastengagements u. a. am Residenztheater München, dem Staatsschauspiel Hannover und dem Theater Basel. In dieser Zeit gründete er auch mit dem Regisseur Alexander Nerlich zusammen in München das freie Kollektiv „Collisions“. Seit 2013 spielte er als fester Gast am Staatsschauspiel Dresden und am Schauspielhaus Bochum, er arbeitete u. a. mit Anselm Weber, Paul Koek, Tamás Ascher und Stefan Otteni. Von 2013 bis 2017 gab Vogel Vorlesungen als Dozent für Bewegungskunde und Bühnenkampf an der Folkwang Universität. 
Von 2017 bis 2020 war er festes Ensemblemitglied des Hessischen Staatstheaters Wiesbaden.
Parallel zum Theater, legte Vogel seinen Schwerpunkt auf die filmische Arbeit. Sein Filmdebüt gab er 1999 mit dem Film „Doppelpack“. Er arbeitete mit den Regisseuren Vivian Naefe und Miguel Alexandre zusammen und war in zahlreichen Fernseh- und Kinoproduktionen zu sehen, u. a. in Aslı Özges Auf einmal, Maren Ades Kinofilm Alle anderen und Thomas Stubers Boxerdrama Herbert.
Er setze seine Liebe zur Bewegung und seine umfangreichen Kenntnisse der Kampfkünste auch für seine Choreografien ein und erarbeitete zahlreiche Kämpfe in Deutschland, Österreich und der Schweiz.

## Filmografie (Auswahl)
- 2002: So schnell du kannst
- 2011: Die Rosenheim-Cops (Fernsehserie, Folge Sport ist Mord)
- 2012: Marie Brand und das Lied von Tod und Liebe
- 2017: SOKO Wismar (Fernsehserie, Folge Hühnergott)
- 2017: Der Alte (Fernsehserie, Folge Stummer Zeuge)
- 2018: Chaos-Queens: Lügen, die von Herzen kommen
- 2019: In aller Freundschaft (Fernsehserie, Folge Unruhige Nächte)
- 2020: Heldt (Fernsehserie, Folge Die Zuflucht)
- 2021: Polizeiruf 110: An der Saale hellem Strande
- 2022: Tatort: Saras Geständnis
- 2022: Sayonara Loreley
- 2023: Tatort: Kontrollverlust
- 2025: Watzmann ermittelt (Fernsehserie, Folge Die Ötzi)
- 2025: SOKO Donau/SOKO Wien (Fernsehserie, Folge: Matrjoschka)